# Чвани, Кэтрин
Кэтрин Вакар Чвани (англ. Catherine Vakar Chvany, урождённая Екатерина Николаевна Вакар; 2 апреля 1927, Париж — 19 октября 2018, Уотертаун) — американский филолог-русист.
Родилась в семье русских эмигрантов, дочь Николая Вакара и переводчицы Гертруды Вакар. После начала Второй мировой войны вместе с сестрой Анной была в 1940 году эвакуирована через Испанию и Португалию в США миссией супругов Шарп.
Окончила гимназию в Бостоне (1946), затем училась в Кембридже в Рэдклифф-колледже. В 1948 году вышла замуж и сделала перерыв в образовании, родив и вырастив трёх детей, после чего в 1963 году окончила Гарвардский университет. Там же в 1970 году защитила докторскую диссертацию. В 1967—1993 годах преподавала русский язык и литературу в Массачусетском технологическом институте, с 1983 года профессор.
Основные работы Чвани посвящены русскому синтаксису. Ей принадлежит монография «О синтаксисе предложений с глаголом „быть“ в русском языке» (англ. On the Syntax of Be-Sentences in Russian; 1975), которая в своё время считалась образцом применения трансформационной грамматики к русскому синтаксису. Сборник избранных статей Чвани (англ. Selected Essays) был опубликован в 1996 году; М. А. Кронгауз назвал его «одной из лучших лингвистических книг, вышедших в последние годы», а некоторые из вошедших в сборник статей — «славистической классикой». Чвани выступила соредактором книг «Славянский трансформационный синтаксис» (англ. Slavic Transformational Syntax; 1974), «Морфосинтаксис русского языка» (англ. Morphosyntax in Slavic; 1980) и «Новые исследования по русскому языку и литературе» (англ. New Studies in Russian Language and Literature; 1987), а также сборника научных статей в память о Кристине Поморской (1995). Среди писателей, чей язык становился предметом исследований Чвани, были Николай Лесков, Тэффи и Александр Солженицын.
В разное время Чвани входила в редакционные или наблюдательные советы таких изданий, как Slavic and East European Journal, Russian Language Journal, Journal of Slavic Linguistics, Peirce Seminar Papers, а также Essays in Poetics (Великобритания) и «Съпоставително езикознание» (Болгария).